# 잊을 수 없는 연인
"잊을 수 없는 여인"은 한국에서 제작된 이만희 감독의 1966년 영화이다. 주연 등이 주연으로 출연하였고 이화룡 등이 제작에 참여하였다.

## 출연

### 주연
- 주연
- 김운하
- 이해룡

## 기타
- 조명: 윤창화
- 미술: 이문현